# 8493 Yachibozu
8493 Yachibozu là một tiểu hành tinh vành đai chính với chu kỳ quỹ đạo là 1422.7115507 ngày (3.90 năm).
Nó được phát hiện ngày 30 tháng 1 năm 1990.